# A girl as a boy
『a girl as a boy』（ア・ガール・アズ・ア・ボーイ）は、森下玲可の2枚目のアルバム。

## 批評
CDジャーナルは「ソリッドなバッキング、ツボをおさえた歌詞、熱唱型ガールポップとして非常によくできています」と評した。

## 収録曲
全曲　編曲：前野知常
1. Serious My Love
作詞：青木せい子　作曲：Joey Carbone、Mike Egizi、Harris Matt
2. GIRLS OWN WAY
作詞：倉増啓　作曲：月光恵亮
3. IN MY DREAM
作詞：森下玲可　作曲：月光恵亮
4. 運命にKISS
作詞：青木せい子　作曲：和泉常寛
5. 白い夏
作詞：まつざきゆうこ　作曲：前野知常
6. もうあなたに迷わない
作詞：まつざきゆうこ　作曲：前野知常
7. ちゃんとしてよね
作詞：朝野深雪　作曲：佐々木真里
8. 天使の夜
作詞：森下玲可　作曲：前野知常
9. 朝まで飲もうよ
作詞：吉江阿季　作曲：前野知常
10. NO MA'AM GANG
作詞：倉増啓、あさ美瑠宇　作曲：深田太郎

## レコーディング参加
- 前野知常 - キーボード、プログラミング、コーラス
- 神長弘一 - ギター
- 高木克（SHADY DOLLS） - ギター
- 弥吉淳二（stereo criminals） - ギター
- 関雅夫 - ベース
- 河村智康 - ドラム
- 春名正治（空と海と風と） - サックス、パーカッション